# 伴手禮

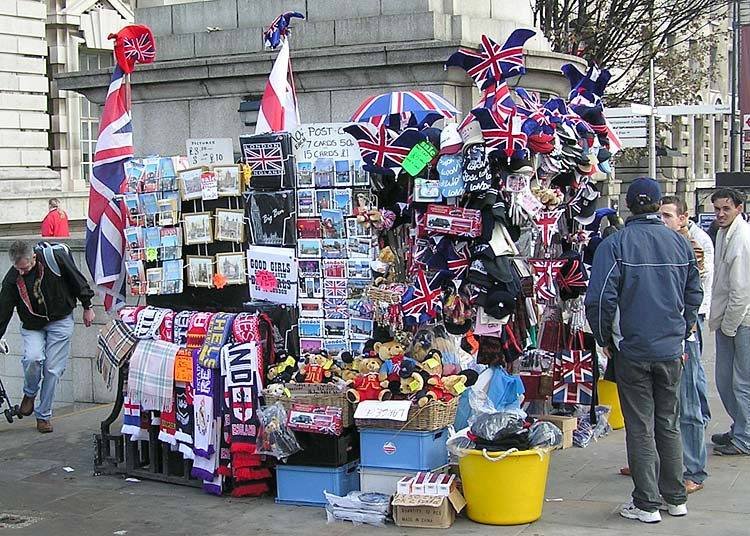
倫敦土產物市

伴手禮或手信，亦作紀念品，是出門到外地時，為親友買的禮物，一般是當地的特產或是诸如地标模型、装束等富含特色的产品。這包括從外地帶回家鄉的伴手禮，以及從家鄉帶到外地的伴手禮。
華人社會由于農業社會的悠久历史使得人情味濃厚，凡出外或是回鄉，為表關懷與禮數，都會攜帶隨手的小禮物送給親友。這些伴手的禮品往往并非價值不菲的名貴物品，而是借此以表达人與人之間情感的聯繫，即俗谚所说的「千里送鵝毛，物輕情意重」。現代社會中纪念品一词已经逐渐成為商業行銷各地名品及特產的專有名詞，也有专卖商店為攜帶伴手禮的人提供現成的選擇，種類林林總總。
除去当地土特产品之外，纪念品也可以是一些娱乐性较强的物品，如T恤衫、钥匙链、冰箱贴等。